# Мэдисон Пейдж
Мэдисон Пейдж (англ. Madison Paige) — вымышленный персонаж и одна из главных героев компьютерной игры Heavy Rain, вышедшей в 2010 году. Персонаж представлен как фотограф и журналистка с хронической бессонницей, занимающаяся расследованием дела Мастера Оригами — серийного убийцы, который похищает своих жертв в продолжительную дождливую погоду и оставляет на месте преступления фигурку оригами. Судьба Мэдисон напрямую зависит от решений игрока, она в определённый момент может умереть и выпасть из повествования.
В качестве модели для создания внешности персонажа выступила Джеки Эйнсли, в то время как Джуди Бэйчер озвучила героиню и послужила прототипом лицевой анимации. В дополнении к основной игре The Taxidermist, где главным героем выступила Мэдисон, её озвучила Барбара Скафф.
Персонаж получил в целом положительный отклик от критиков и неоднократно появлялся в списках лучших игровых персонажей. Но её критиковали за откровенные сцены, в частности за сцену в душе, принудительный стриптиз и вероятную постельную сцену с ещё одним главным героем Heavy Rain, Итаном Марсом. В последнем некоторые критики отмечали, что сцена выглядела неправдоподобно. Эпизод с принудительным стриптизом Мэдисон в клубе пришлось защищать главному руководителю проекта Дэвиду Кейджу, который заявлял, что она ставит игрока в «неловкое положение».

## Описание
Мэдисон Пейдж — 27-летняя фотограф и журналистка, по описанию разработчиков, она один из самых «загадочных» персонажей Heavy Rain. По их словам, героиня с детства страдает хронической бессонницей, когда она росла в окружении нескольких братьев, вследствие чего она не может заснуть вне мотелей. Болезнь усугубилась ещё тем, что Мэдисон одно время была военным корреспондентом во время войны в Ираке, хотя в самой игре о причинах бессонницы ничего не упоминается. Описывая её характер, второй гендиректор Quantic Dream Гийом де Фондомье называл её «сильной, но хрупкой» девушкой и центральным персонажем игры, роль которой является наиболее «интересной», в отличие от других женских персонажей в видеоиграх. Джеки Эйнсли описывала её как «мужественную, но уязвимую женщину, которая готова рискнуть ради того, во что верит», отметив также способность игрока формировать её характер своими решениями. Главный руководитель Heavy Rain Дэвид Кейдж видел её «привлекательной, спортивной и отважной девушкой, чьё любопытство не угасает даже перед смертельной опасностью». Мэдисон — «роковая женщина», способная ради достижения своих целей даже соблазнить нескольких мужчин. В своём расследовании Мастера Оригами она полагается исключительно на свой стратегический ум и навыки самообороны.

## Роль вHeavy Rain
Впервые Мэдисон появляется в эпизоде «Бессонница» — она не может заснуть в собственной квартире из-за кошмаров, которые ей снятся. Приняв душ и предприняв попытку ещё раз заснуть, она замечает, что в её квартире кто-то есть. На неё нападают два грабителя, после чего выясняется, что это был очередной кошмар Мэдисон из-за бессонницы. Затем героиня отправляется в мотель, чтобы попытаться там уснуть, где встречает ещё одного главного героя Heavy Rain, Итана Марса, который оказывается тяжело ранен после попытки прохождения первого испытания Мастера Оригами, чтобы найти своего сына Шона. Она помогает ему добраться до его номера и излечивает его раны. Позже она ещё дважды помогает Итану после прохождения последующих испытаний Мастера Оригами — сначала она вновь исцеляет Марса, а потом помогает ему сбежать от полиции, которая теперь считает его убийцей. Но в последнем случае её успех напрямую зависит от действий игрока, и Итана могут арестовать. Тем не менее, вернувшись в мотель, она узнаёт, почему за ним охотится полиция, и зачем он проходит испытания Мастера Оригами.
После этого Мэдисон начинает проводить своё расследование по делу Мастера Оригами. Сначала она допрашивает Адриана Бейкера — уволенного хирурга, который незаконно продавал наркотики под видом медикаментов, из-за чего был лишён лицензии. Она находит у него карточку на посещение ночного клуба «Голубая лагуна». Если Мэдисон не уйдёт из дома после обнаружения улик или выпьет алкоголь со снотворным, который ей даст доктор во время разговора, она потеряет сознание и проснётся привязанной к операционному столу. Если игрок не сможет сбежать оттуда, журналистка будет убита и не появится в дальнейших событиях игры. Но если она смогла выжить, то героиня отправится в ночной клуб и допросит его владельца, Пако Мендеса. Потанцевав ему стриптиз под дулом пистолета, она бьёт его лампой, связывает и допрашивает. Затем она возвращается в мотель и замечает плачущего Итана после прохождения четвёртого испытания. Управление переключается на Итана, который может поцеловать её, что приведёт к постельной сцене, или же проигнорировать. После секса с ней, Итан находит её фотографии и блокнот с рассказом о нём, в котором она представляет его вероятным Мастером Оригами. Игрок может простить её, либо же отвергнуть, положив конец их отношениям. В любом случае, Мэдисон уходит и замечает полицейских — игрок, управляя ею, может предупредить Итана об облаве, в ходе которой Марса могут арестовать.
Затем она навещает Анну Шеппард — старую женщину, страдающую болезнью Альцгеймера, и которая была мамой двух сыновей-близнецов, один из которых утонул в трубе на строительной площадке, а другой после этого был усыновлён другой семьёй. Мэдисон узнаёт личность Мастера Оригами и отправляется к нему — им оказывается один из её детей, Скотт Шелби. В его квартире она может найти адрес в его потайной комнате, где спрятан Шон. В конце концов, Шелби приходит домой, запирает её и поджигает квартиру. В зависимости от решений игрока, Мэдисон может сгореть в квартире убийцы, либо же сбежать оттуда как можно скорее. После удачной попытки сбежать из горящего помещения, героиня может позвонить одному из двух главных героев игры — Итану и агенту ФБР Норману Джейдену, либо же поехать на местоположение Шона одной. Но если она не смогла найти адрес, либо же погибла, героиня не появится в кульминационном эпизоде игры.
В зависимости от решений игрока, судьба Мэдисон может оказаться такой: Мэдисон начинает новую жизнь вместе с Итаном и Шоном, если игрок под управлением первого простил её; она успокаивает Итана на кладбище из-за смерти Шона и видит его самоубийство; она остаётся одна в своей квартире, а её бессонница только усугубилась; журналистка выпускает свою книгу о расследовании Мастера Оригами, став популярной личностью и вероятным номинантом на Пулитцеровскую премию. Если Мэдисон умерла в ходе прохождения, то игроку покажут новостной репортаж, где возле её могилы ведущая скорбит о потере коллеги.

### The Taxidermist
Мэдисон является главным героем DLC Heavy Rain Chronicles: The Taxidermist — первый и последний эпизод в цикле The Heavy Rain Chronicles. Работа над ним была остановлена из-за разработки версии для контроллера PlayStation Move, вышедшей в октябре 2010 года. По сюжету, Мэдисон незаконно проникла в дом таксидермиста, вероятного Мастера Оригами. Пока его не было, она находит убитую женщину в окровавленной ванне, многочисленные чучела и трупы женщин в разных позах. В зависимости от решений игрока, Мэдисон может незаметно уйти от таксидермиста, который вернулся домой; убить его, в противном случае журналистка может сама погибнуть; позвонить в полицию и спрятаться, пока они не приедут.

## Создание
Первой трудностью, с которой мы столкнулись при создании игры, был кастинг к роли Мэдисон Пейдж. Мы долго искали актрису с подходящей фигурой, лицом, походкой и отличной актёрской игрой. В итоге мы выбрали Джеки Эйнсли — в ней было что-то такое, что идеально соответствовало характеру Пейдж.
Внешность персонажа была создана по образцу Джеки Эйнсли. Ключевым отличием актрисы от героини были волосы — если Джеки была длинноволосой блондинкой, то Мэдисон — брюнетка с короткими волосами. Heavy Rain использует «виртуальных актёров», созданных с помощью технологии захвата движения, отчасти для избегания создания персонажа из «четырёх-пяти» человек — как объяснял Дэвид Кейдж, в большинстве игр один человек отвечал за тело, другой — за озвучивание, третий — за лицо, и так далее. После показа технической демоверсии Heavy Rain: The Casting, студия создала специальную технологию, позволяющая сопоставлять анимацию глаз с выражением лица персонажа при захвате движения.
Несмотря на желание избежать метода создания персонажа из «четырёх-пяти» человек, озвучиванием Мэдисон занималась Джуди Бэйчер. С неё также взяли лицевую анимацию. Heavy Rain была первой ролью Бэйчер, сыгранной в видеоиграх — до этого она была театральной актрисой. Джуди пришла в проект довольно поздно — к тому моменту с персонажем разработали загружаемое DLC The Taxidermist, в котором её озвучила Барбара Скафф, в результате чего было решено переозвучить героиню в основной игре. С актрисой связался её французский агент в июле 2008 года после того, как Quantic Dream услышала запись её голоса и попросила Джуди прийти на прослушивание. Там Бэйчер должна была холодным голосом прочитать 5-6 сцен. Разработчики подумывали о приглашении актрисы сделать также и захват тела, но были обеспокоены тем, что её движения не будут похожи на те, что записала Эйнсли, и в итоге от этой идеи отказались. Поскольку сценарий всей игры занял 2000 страниц, на все фразы и диалоги героини было потрачено 150. Чтобы выучить все реплики персонажа, Бэйчер потратила около месяца.
Изначально Мэдисон должна была много раз посещать новостной офис «Америка Трибьюн» (англ. America Tribune), где ей нужно было расследовать возможных подозреваемых, поговорить со своим боссом, а также писать статьи. При создании самой первой сцены с её участием, разработчики хотели, чтобы персонаж выглядел как «нечто большее», чем «стандартный стереотип о женщинах в видеоиграх», а также чтобы игрок мог прочувствовать героиню так, что «он её знал близко». Первоначально её квартира находилась в ремонте, и игрок мог красить стены и изменять её планировку. Сцена, где Пако заставляет Мэдисон станцевать стриптиз под дулом пистолета, была добавлена для того, чтобы игрок и персонаж одновременно чувствовали себя некомфортно, а также продемонстрировать, насколько она сильна духом и как далеко она готова зайти ради поиска информации.
Впервые Мэдисон была показана на E3 2009 — с ней в трейлере показали отрывок из эпизода в ночном клубе «Голубая лагуна». Персонаж также был показан топлес в выпуске Playboy за декабрь 2009 года. Из-за сцены со стриптизом PEGI присвоила игре возрастной рейтинг 18, что шокировало Гийома де Фондомье, который ожидал, что сцену вероятно вырежут. В результате студия укоротила сцену, где после стриптиза экран затемняется.

## Отзывы критиков
Мэдисон Пейдж получила в целом положительные отзывы. Перед релизом игры Меган Мари из Game Informer включила её в список «10 лиц, которые мы не скоро забудем», сославшись на её «тщательно проработанное и детализированное лицо». Польский портал Wirtualna Polska поставил её на десятое место в списке самых красивых девушек в играх, отметив не только её внешность, но и интересный характер. Грег Миллер из IGN назвал персонажа одним из тех, в кого он «влюбился», похвалив её реалистичный характер и эмоции вовремя постельной сцены с Итаном. После выхода, Мэтт Брэдфорд из GamesRadar назвал её и Итана как двух лучших «героев-обывателей» в играх, заявив, что они «доказали, что нормальные люди могут пройти до конца, но при условии, если игрок нажмёт правильные кнопки». Даррен Франич из Entertainment Weekly, комментируя «приземлённых» героев Heavy Rain, включил её в «15 потрясающих женщин в видеоиграх», назвав её «анти-Ларой Крофт».
Постельная сцена с Мэдисон и Итаном подверглась резкой критике. Дэвид Волинский из 1UP.com назвал эту сцену «наименее лестной наготой» в играх и «бесстрастным трахом». Неон Келли из VideoGamer.com указал на Heavy Rain в качестве примера на то, как игры всё ещё пытаются показать романтику, задавшись вопросом: «Что за чертовщина происходит в голове Мэдисон Пейдж?». Микель Репараз из GamesRadar назвал её одной из «самых ужасающих сексуальных сцен в играх», отметив, что она не соответствует мотивации героини. Майк Томсен из IGN подверг персонажа критике, отметив несправедливость того, что это «реалистичный персонаж мужских фантазий» и многочисленные моменты, когда игра всячески сексуализирует её главную героиню. Он также сказал, что она «похоже, не имеет никакого представления о своих собственных сексуальных интересах или желаниях, если они не касаются мужчин, которые её окружают». В свою очередь, в своей крайне положительной рецензии на IGN Россия Константин Говорун отдельным абзацем выделил единственную проблему Heavy Rain — некрасивых героинь, включая Пейдж.
Однако рецензент сайта UGO.com К. Тор Дженсен заявил, что обнажённая сцена в душе была одной из лучших в игре. Даррен Франич назвал героиню «удивительно важной» для её истории — становится понятным её «одиночество и уязвимость». На критику сцены со стриптизом Мэдисон Дэвид Кейдж заявил, что сцена заставляет чувствовать себя некомфортно, отмечая, что важно испытывать кучу разных эмоций, а не просто «адреналин, испуг и фрустрацию». Гийом де Фондомье также отметил, что эта сцена показывает её «сильный характер», а на критику о сцене в душе, он отреагировал объяснением, что она просто пыталась заснуть.
Трофей в игре «Гордость», получаемый за снятие хотя бы одного предмета одежды во время стриптиза, журнал GamesRadar включил в список «9 самых сексуальных трофеев и достижений в играх». Рецензент Maxim Брайан Каллен добавил сцену с вероятной смертью Мэдисон от рук хирурга в «6 самых жестоких смертей в видеоиграх», назвав её «худшей вещью, которую он когда-либо видел».